# Königreich England
Das Königreich England bestand vom Zusammenbruch der Heptarchie im Frühmittelalter bis zum Jahr 1707. Sein Nachfolger wurde das durch den Zusammenschluss der Königreiche von England und Schottland entstandene Königreich Großbritannien.

## Geschichte
Traditionell wird König Egbert von Wessex in den Königslisten Englands als Erster geführt, da er der Erste aus dem Haus der Könige von Wessex war, der zumindest zeitweise eine Oberherrschaft über die angelsächsische Heptarchie auf der britischen Insel etablieren konnte. Offa von Mercien (König von 757 bis 796) war der erste Angelsachse, der sich selbst als „König von England“ bezeichnete (774).
Später erreichte Alfred der Große die Anerkennung als englischer König, doch das von König Guthrum regierte Danelaw erkannte ihn als Schirmherrn nicht an. Nach dem Vorbild Karls des Großen ließ Alfred zahlreiche Klöster gründen. Durch die Neuschaffung von Schulen förderte er das kulturelle und geistige Leben seines Reiches. Mit 36 Jahren lernte er selbst Latein und begann zahlreiche Gelehrte aus dem Frankenreich zu sich nach England einzuladen. Diese und angelsächsische Juristen begannen unter seiner Regierung mit der Niederschrift des Common Law in einer Gesetzessammlung mit der Bezeichnung Domboc. Auch machte sich unter ihm zum ersten Mal ein englisches Nationalbewusstsein bemerkbar. Alfreds Nachfolger schufen ein Verwaltungssystem, bei dem als Kronbeamte Sheriffs an der Spitze einer Grafschaft, eines Shire, standen, wobei mehrere Grafschaften zu einem Earldom zusammengefasst wurden, das einem Earl unterstand.
Als historischer Gründungstag des Englischen Königreiches gilt der 12. Juli 927, als sich nach der Schilderung der Angelsächsischen Chronik sowie der Historiker William of Malmsbury und John of Worcester die Könige Æthelstan, Konstantin II., Eógan I., Howell der Gute und Ealdred I. bei Eamont Bridge im heutigen Cumbria trafen. Die Könige erkannten hier die Oberherrschaft Æthelstans an. König Æthelstan konnte 936 die Cornwaller aus Exeter vertreiben und zog eine Linie am Außenrand seines Königreiches Wessex, am Fluss Tamar. Er nannte sich Rex totius Britanniae (König von ganz Britannien), konnte Wales und Schottland aber nur unter eine lose Oberhoheit bringen. Dagegen eroberte er Northumbria dauerhaft. Nach 930 wurden seine Urkunden von einer einzigen Kanzlei in Winchester hergestellt, was auf eine Art Hauptstadt seines Königreiches schließen lässt. Von seiner Herrschaftszeit an kann man vom Königreich England sprechen. (vgl. Entstehung Englands)

Zeit- und Abstammungstafel der englischen und britischen Monarchen seit Wilhelm dem Eroberer, farbcodiert nach Dynastien

Wilhelm I. der Eroberer führte 1066 die Invasion auf der britischen Insel und besiegte in der Schlacht bei Hastings seinen Rivalen Harald II. Im Anschluss unterwarf er das angelsächsische Königreich und begründete das anglo-normannische Reich. Er ließ das Domesday Book erstellen und den Tower of London errichten. Die englischen Könige des Hochmittelalters griffen weit nach Frankreich aus (vgl. Angevinisches Reich). Ab dem späten 12. Jahrhundert unterwarfen die englischen Könige schrittweise die irische Insel und Wales. Im frühen 13. Jahrhundert zerbrach das angevinische Reich, das Haus Plantagenet wandelte sich nach und nach in eine rein englische Dynastie. Der normannischstämmige Adel integrierte sich in die angelsächsische Bevölkerung und nahm nun schrittweise ein eigenständiges englisches Nationalbewusstsein an.
Der Act of Union, die Gesetze zur Eingliederung von Wales 1535–1542, beendete endgültig die Sonderstellung der Welsh Marches und unterstellte Wales dem englischen Recht. 1541 wurde das Königreich Irland gegründet, das in Personalunion mit England verbunden war. Ab 1603 bestand unter Jakob I. auch eine Personalunion mit Schottland. Das Commonwealth of England als Republik (1649–1659) unter Oliver Cromwell blieb eine kurze Episode. Durch den Zusammenschluss der Königreiche von England und Schottland durch den Act of Union 1707 entstand eine Realunion unter dem Namen Königreich Großbritannien (siehe Liste der britischen Monarchen).

## Verfassung
Die verfassungsmäßige Ordnung des Königreichs wandelte sich vom Regionalkönigtum mit Hegemonie eines einzelnen Königs bis zum deutlich ausgeprägten Feudalsystem unter Wilhelm dem Eroberer. Dieses wurde ab Johann Ohneland und verstärkt unter Eduard I. zu einer Königsherrschaft unter Mitwirkung des Parlaments umgewandelt. Jakob I. und Karl I. versuchten eine absolutistische Herrschaft durchzusetzen. Dies scheiterte jedoch im englischen Bürgerkrieg, der zur Hinrichtung Karls I., der zwischenzeitlichen Abschaffung der Monarchie und der Einführung des Commonwealth of England – einer Republik – führte. Nach dem halbabsolutistischen Zwischenspiel unter Karl II. und Jakob II., die auf das Commonwealth folgten, wurde eine Vorform der konstitutionellen Monarchie unter Wilhelm von Oranien und Maria II. eingeführt.